# محمد الشهوانی
محمد الشهوانی (انگلیسی: Mohammed Abdullah al-Shahwani; ۴ آوریل ۱۹۳۸ –) نظامی و سیاست‌مدار اهل عراق است. وی در فاصله سالهای ۲۰۰۴ تا ۲۰۰۹ ریاست سرویس اطلاعات ملی عراق را برعهده داشت. او در خلال جنگ ایران و عراق از اعضای نیروی زمینی عراق بود.